# غيورغي أغزاموف
غيورغي أغزاموف Georgy Agzamov لاعب شطرنج أوزبكستاني سوفييتي حمل لقب أستاذ كبير.
- ولد في 6 سبتمبر 1954 في طشقند، ومات في 27 أغسطس 1986 في سيفاستبول.
- كان أول لاعب من أوزبكستان وآسيا الوسطى يحمل لقب أستاذ كبير.
- حصل على لقب أستاذ دولي في 1982.
- حصل على لقب أستاذ كبير في 1984.
- فاز في سن الثانية عشرة ببطولة الشطرنجفي مدينته ألماليك في إقليم طشقند في وسط أوزبكستان.
- فاز بالمركز الثاني في بطولة الاتحاد السوفييتي للناشئين المقامة في ريغا في عام 1971.
- فاز ببطولة أوزبكستان للشطرنج عام 1976 و 1981.
- بلغ أفضل تصنيف له 2590 نقطة في عام 1985 وفق تصنيف الاتحاد الدولي.

## وصلات خارجية
- غيورغي أغزاموف على موقع مباريات الشطرنج (الإنجليزية)
- غيورغي أغزاموف على موقع 365Chess.com (الإنجليزية)
- غيورغي أغزاموف على موقع Chesstempo.com (الإنجليزية)